# Hermann Augustin (General)
Hermann Alfred Edmund Augustin (* 4. Juni 1846 in Lübben; † 21. Mai 1907 in Wiesbaden) war ein preußischer Generalmajor.

## Leben

### Herkunft
Hermann war der Sohn des Kreisgerichtsrates Ludwig Augustin († 1891) und dessen Ehefrau Amalie, geborene Tiebel († 1884).

### Militärkarriere
Augustin wurde im elterlichen Hause erzogen und besuchte das Pädagogium in Züllichau sowie das Gymnasium in Guben. Am 8. Januar 1865 trat er als Dreijährig-Freiwilliger in das 1. Posensche Infanterie-Regiment Nr. 18 der Preußischen Armee ein und nahm im Jahr darauf während des Krieges gegen Österreich an den Schlachten bei Gitschin und Königgrätz teil. Mitte Juli 1866 zum Sekondeleutnant avanciert, wurde Augustin Ende Oktober 1866 in das Infanterie-Regiment Nr. 83 versetzt. Nach einem zweimonatigen Kommando zum Hessischen Pionier-Bataillon Nr. 11 war er ab Dezember 1868 Adjutant des II. Bataillons und beteiligte sich in dieser Eigenschaft im Krieges gegen Frankreich 1870/71 an den Schlachten bei Weißenburg und Wörth sowie der Belagerung von Paris.
Für sein Wirken mit dem Eisernen Kreuz II. Klasse ausgezeichnet, stieg Augustin nach dem Friedensschluss Mitte November 1871 zum Premierleutnant auf und fungierte ab Dezember 1872 als Regimentsadjutant. Im Herbst 1875 nahm er an der Generalstabsreise des XI. Armee-Korps teil und wurde am 18. März 1880 unter Beförderung zum Hauptmann zum Kompaniechef ernannt. Mit einem Patent vom 18. März 1879 folgte am 13. November 1884 seine Versetzung in das 8. Westfälische Infanterie-Regiments Nr. 57 nach Wesel. Augustin war dann von Anfang November 1887 bis Mitte November 1889 Chef der 1. Kompanie im Kadettenhaus in Wahlstatt und wurde anschließend mit der Beförderung zum Major Kommandeur des Kadettenhauses Culm. In dieser Stellung verblieb Augustin auch nach der Verlegung der Bildungseinrichtung nach Köslin Mitte Oktober 1890. Mit der Ernennung zum Bataillonskommandeur im Infanterie-Regiment „von Horn“ (3. Rheinisches) Nr. 29 trat er am 8. September 1893 in den Truppendienst zurück und wurde am 18. Oktober 1895 unter Beförderung zum Oberstleutnant als etatmäßiger Stabsoffizier in das 7. Rheinische Infanterie-Regiment Nr. 69 nach Trier versetzt. Am 21. April 1898 wurde Augustin Oberst, war ab dem 1. Mai zur Vertretung des Kommandeurs des Infanterie-Regiments „von Lützow“ (1. Rheinisches) Nr. 25 nach Rastatt kommandiert und schließlich am 15. Juni 1898 Regimentskommandeur. Daran schloss sich ab dem 18. Mai 1901 eine Verwendung als Kommandant von Küstrin an. In dieser Stellung erhielt Augustin am 7. Juli 1901 den Charakter als Generalmajor und im August 1904 die Erlaubnis zur Annahme des Großkreuzes des Franz-Joseph-Ordens. Anlässlich des Ordensfestes wurde er im Januar 1905 mit dem Roten Adlerorden II. Klasse mit Eichenlaub ausgezeichnet und am 22. April 1905 in Genehmigung seines Abschiedsgesuches mit der gesetzlichen Pension zur Disposition gestellt.